# Jaskinie Mulu
Jaskinie Mulu – zespół jednych z największych jaskiń na świecie znajdujący się na terenie Parku Narodowego Gunung Mulu w Malezji na wyspie Borneo. Znajdują się w Górach Crockera na zboczu góry Mulu (2377 m n.p.m.). Cały system jaskiń znajduje się na odcinku ok. 200 km.

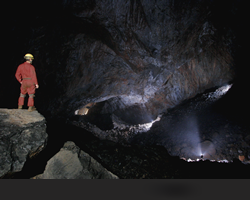
Wnętrze jednej z jaskiń

Po przekształceniu części stanu Sarawak na wyspie Borneo w park narodowy w roku 1978 zespół brytyjskich grotołazów na prośbę władz malezyjskich zbadał wnętrza jaskiń. Przez 15 miesięcy grupa ok. 100 naukowców przebywała w trudno dostępnym rejonie, który zamieszkiwany jest przez plemię Penan.
W ukrytej dolinie znalezione zostało przejście, które zostało nazwane Jaskinią Przepowiedni. Jest długa na 1,6 km i została w całości przebyta przez grotołazów dopiero w roku 1981. Podziemny kanał prowadzi do największej z nich nazwanej Salą Sarawaku (ang. Sarawak Chamber). Jest o wymiarach: długość – 701 m, szerokość – 396 m i wysokość – minimum 70 m.
Inne bardziej znane jaskinie to: Jaskinia Jelenia, Jaskinia Wiatrów, Jaskinia Pomyślności.
Na terenie jaskiń spotkać można różnorakie zwierzęta: ślepe pająki, półprzezroczyste kraby, białe węże. Po zmroku wnętrze wypełnia się nietoperzami i jerzykami.
Cały system jaskiń i obszar parku narodowego został wpisany na listę organizacji ONZ UNESCO.